# Xiao Yanning
Xiao Yanning (chinês simplificado: 肖雁宁; Dazhou, 23 de fevereiro de 1998) é uma nadadora sincronizada chinesa, campeã olímpica na natação artística.

## Carreira
Yanning conquistou a medalha de prata nos Jogos Olímpicos de Verão de 2020 em Tóquio na disputa por equipes, ao lado de Feng Yu, Guo Li, Huang Xuechen, Liang Xinping, Sun Wenyan, Wang Qianyi e Yin Chengxin, com a marca de 193.5310 pontos. Nos Jogos Olímpicos de Verão de 2024, em Paris, conquistou a medalha de ouro na competição por equipes na natação artística, ao lado de Yu, Qianyi, Chang Hao, Zhang Yayi, Wang Ciyue, Wang Liuyi e Xiang Binxuan.